# 终公
终公，楚汉之争时西楚将领。
汉三年（前204年）五月，项羽听说汉王刘邦在宛城，引兵向南，汉王坚壁不战。彭越渡过睢水，与项声、薛公在下邳交战，击败楚军，杀掉薛公。项羽派终公守卫成皋，自己率军向东去打彭越。刘邦乘机领兵北进，击败终公，又在成皋驻扎。